# Joachim van Wisch

heerlijkheid Wisch

Joachim van Wisch laatste heer van Wisch 1519-1544, Borculo, Wildenberg, Lichtenvoorde en Overhagen. Hij was de zoon van Hendrik V van Wisch en Walburga van den Bergh.
Joachim is de bekendste telg uit het geslacht Wisch. Hij werd ook wel het onrustige kind van Wisch genoemd. Op zeer jeugdige leeftijd ondernam hij een reis naar Frankrijk om daar Waals te leren. Hij stond op goede voet met hertog Karel van Gelre. Hertog Karel beschermde Joachims goederen tijdens diens afwezigheid. Na een jaar, toen Joachim terugkeerde, ontstonden de moeilijkheden tussen Wisch en Bergh. Het begon met een geschil tussen Joachim en zijn moeder Walburga van den Bergh over de nalatenschap van de jong overleden graaf Frederik van den Bergh heer van Hedel. Deze Graaf Frederik van Bergh was een broer van Walburga van den Bergh, maar Frederik had haar voor zijn dood onterfd. Joachim meende enige aanspraken via zijn moeder Walburga te hebben. Hij wilde graag het goed Wisch herenigen. 
Joachim trouwde met gravin Margaretha van Salm, die hem geen kinderen schonk. 
Hij had wel vier natuurlijke kinderen die in zijn testament worden genoemd:
- Henrick
- Gijsbert
- Joachim
- Margaretha (1530-1583), zij huwde Jacob Ripperda, heer van Farmsum, in 1562

Door het overlijden in 1525 van een oom van Joachim, Gijsbert van Wisch kwam hij in het bezit van Overhagen bij Velp. In 1528 ontving Joachim een aanstelling tot veldheer en bevelhebber in het Overkwartier. 
Na zijn overlijden ging de nalatenschap naar zijn zuster Ermgard van Wisch